# Chaumes
Chaumes is een Franse kaas die gemaakt wordt door de Fromageries des Chaumes de regio aan de westelijke voet van de Pyreneeën.

De Fromageries de Chaumes zijn onderdeel van de Franse zuivelproducent Savencia Fromage & Dairy.
De Chaumes is een gewassen korstkaas, dat wil zeggen dat na de eerste stappen van de productie (melkverwerking, pasteurisatie, stremming, afgieten en in vormen doen) tijdens de rijping de kaas regelmatig gekeerd wordt en gewassen wordt met een mengsel van pekelwater en voor de kaas specifieke bacteriestammen.
De Chaumes is een goudkleurige kaas, zacht van binnen met een vrij zachte, oranje korst. De kaas heeft een niet al te sterke smaak.

## Crémier de Chaumes
Een aparte versie van de Chaumes is de Crémier de Chaumes, de kaas is nog zachter dan de normale Chaumes, maar heeft wel de kenmerkende smaak.